# Ghita Beltman
Ghita Beltman (Slagharen, 5 april 1978) was een Nederlandse wielrenster van 1998 t/m 2005. 
Haar oudere zus Chantal Beltman was ook professioneel wielrenster.

## Overwinningen
2003
- 3e etappe Tour de l'Aude Cycliste Féminin
- 3e etappe Ronde van Drenthe

2004
- 5e etappe Tour de l'Aude Cycliste Féminin